# Oksfjord (Reisafjord)
Der Oksfjord (nordsamisch: Ákšovuotna) ist ein östlicher Nebenarm des Reisafjords. Er liegt auf dem Gebiet der Kommune Nordreisa in der Provinz Troms in Nordnorwegen.

## Der Fjord
Er ist etwa 4 km lang und 1,5 km breit und erstreckt sich von unmittelbar südlich der Reisafjord-Mündung nach Osten bis zu der kleinen Siedlung Oksfjordhamn (auch einfach Oksfjord genannt), wo die Fiskelva aus dem knapp 1 km weiter östlich gelegenen See Ákšovuonjávri in den Oksfjord mündet.

## Verkehr
Die von Südosten entlang des Nordufers des Ákšovuonjávri herankommende Europastraße 6 überquert bei Oksfjordhamn die Fiskelva nach Süden und verläuft dann am Südufer des Oksfjords und dem Ostufer des Straumfjords (einem weiteren Nebenarm des Reisafjords) nach Storslett, dem Verwaltungssitz der Kommune Nordreisa.